# Diego Rolán
Cet article possède un paronyme, voir Diego Forlán.
Diego Alejandro Rolán Silva, né le 24 mars 1993 à Montevideo, est un footballeur international uruguayen qui évolue au poste d'attaquant.

## Biographie

### En club
Diego Rolán fait ses débuts en championnat uruguayen lors de la saison 2011-2012. Il dispute 23 matches (5 titularisations) et inscrit trois buts. Le Defensor Sporting Club termine le championnat à la deuxième place. Lors de la saison 2012-2013, il devient titulaire, inscrivant 8 buts en 15 matches.
Il est transféré le 31 janvier 2013 aux Girondins de Bordeaux et signe pour quatre saisons et demie. Il fait ses débuts avec l'équipe bordelaise lors des seizièmes de finale de Ligue Europa face au Dynamo Kiev. Il entre en jeu à la 66e minute de la rencontre, terminée sur un match nul un partout, en remplacement de Nicolas Maurice-Belay.
Après six premiers mois d'adaptation, il entame une nouvelle saison aux Girondins. Il parvient à délivrer ses premières passes décisives. Il est par ailleurs élu joueur du mois d'octobre par les supporters bordelais. En deuxième partie de saison, il inscrit son premier but face au Stade rennais puis transforme un penalty face à Guingamp. Il semble alors trouver ses marques au sein du collectif bordelais et finit par s'imposer comme titulaire au poste de milieu droit.
Il entame sa troisième saison au sein du club en inscrivant, le 17 août 2014, deux buts lors de la rencontre Girondins de Bordeaux - AS Monaco, victoire quatre buts à un. Il est élu au terme de la rencontre "homme du match". Auteur d'une bonne saison malgré un hiver difficile, il s'illustre le 9 mai 2015 en marquant, face au FC Nantes, ses 12e et 13e buts de la saison qui sont les derniers buts de l'histoire des Girondins inscrits au Stade Chaban-Delmas (victoire 2-1, 36e journée). Il réédite cette performance en inscrivant un doublé lors du premier match des Marine et Blanc dans leur nouveau stade et offre par la même occasion la victoire aux Girondins de Bordeaux face au Montpellier HSC (2-1, 38e journée). Il termine la saison avec au total 16 buts en 38 matchs. Il s'agit du meilleur total de sa carrière.
Lors du mercato d'été 2015, Newcastle United offre 15 millions d'euros pour le recruter, offre refusée par les Girondins et Diego Rolan prolonge son contrat jusqu’en 2018 avec les Girondins.
Le 4 octobre 2015, il marque son premier but de la saison 2015/2016 après 10 matchs joués. Il ouvre le score à la 38e minute de jeu mais cela n’empêche pas la défaite de son équipe 3-2 face au FC Lorient.
En Février 2021, l’international Uruguayen, Diego Rolán  rebondit en Égypte ou il est prêté au club Pyramids FC du Deportivo La Corogne. 
Le 17 août 2021, il se réengage avec le FC Juárez. 

### En sélection
En 2013, il participe à la Coupe du monde de football des moins de 20 ans avec l'Uruguay où il perd en finale face à la France de Paul Pogba.
Le 27 août 2014, il est convoqué par Óscar Tabárez, le sélectionneur de l'Uruguay, pour une tournée asiatique durant laquelle deux matchs amicaux sont au programme, face au Japon et face à la Corée du Sud. Pour sa première sélection, contre le Japon, le 5 septembre, il est l'auteur d'une passe décisive pour Edinson Cavani qui ouvre le score. La rencontre se termine sur le score de deux buts à zéro. Il entre en jeu, à la 78e minute, lors de la seconde rencontre disputée face aux Coréens et remportée sur le score d'un but à zéro.
Diego Rolán est sélectionné dans la liste des 23 joueurs pour disputer la Copa América 2015 qui se déroule du 11 juin au 4 juillet au Chili.

## Statistiques
| Saison                | Club                    | Championnat           | Championnat | Championnat | Coupe nationale | Coupe nationale | Coupe de la Ligue | Coupe de la Ligue | Compétition(s) continentale(s) | Compétition(s) continentale(s) | Compétition(s) continentale(s) | Total | Total |
| Saison                | Club                    | Division              | M.          | B.          | M.              | B.              | M.                | B.                | Comp.                          | M.                             | B.                             | M.    | B.    |
| 2011-2012             | Defensor SC             | Primera División      | 23          | 3           | -               | -               | -                 | -                 | CL                             | 3                              | 0                              | 26    | 3     |
| 2012-2013             | Defensor SC             | Primera División      | 15          | 8           | -               | -               | -                 | -                 | -                              | -                              | -                              | 15    | 8     |
| Sous-total            | Sous-total              | Sous-total            | 38          | 11          | -               | -               | -                 | -                 | -                              | 3                              | 0                              | 41    | 11    |
| 2012-2013             | Girondins de Bordeaux   | Ligue 1               | 7           | 0           | 1               | 0               | -                 | -                 | C3                             | 2                              | 0                              | 10    | 0     |
| 2013-2014             | Girondins de Bordeaux   | Ligue 1               | 18          | 2           | 1               | 0               | 1                 | 0                 | C3                             | 6                              | 0                              | 26    | 2     |
| 2014-2015             | Girondins de Bordeaux   | Ligue 1               | 36          | 15          | 2               | 1               | -                 | -                 | -                              | -                              | -                              | 38    | 16    |
| 2015-2016             | Girondins de Bordeaux   | Ligue 1               | 31          | 7           | 2               | 1               | 3                 | 1                 | C3                             | 6                              | 1                              | 42    | 10    |
| 2016-2017             | Girondins de Bordeaux   | Ligue 1               | 29          | 9           | 2               | 0               | 2                 | 1                 | -                              | -                              | -                              | 33    | 10    |
| Sous-total            | Sous-total              | Sous-total            | 121         | 33          | 8               | 2               | 6                 | 2                 | -                              | 14                             | 1                              | 149   | 38    |
| 2017-2018             | Málaga CF (prêt)        | Liga Santander        | 26          | 5           | 1               | 0               | -                 | -                 | -                              | -                              | -                              | 27    | 5     |
| Sous-total            | Sous-total              | Sous-total            | 26          | 5           | 1               | 0               | -                 | -                 | -                              | -                              | -                              | 27    | 5     |
| 2018-2019             | CD Leganés (prêt)       | Liga Santander        | 6           | 0           | 2               | 0               | -                 | -                 | -                              | -                              | -                              | 8     | 0     |
| Sous-total            | Sous-total              | Sous-total            | 6           | 0           | 2               | 0               | -                 | -                 | -                              | -                              | -                              | 8     | 0     |
| 2018-2019             | Deportivo Alavés (prêt) | Liga Santander        | 9           | 0           | -               | -               | -                 | -                 | -                              | -                              | -                              | 9     | 0     |
| Sous-total            | Sous-total              | Sous-total            | 9           | 0           | -               | -               | -                 | -                 | -                              | -                              | -                              | 9     | 0     |
| Total sur la carrière | Total sur la carrière   | Total sur la carrière | 200         | 49          | 11              | 2               | 6                 | 2                 | -                              | 17                             | 1                              | 234   | 54    |

## Palmarès
Diego Rolán est, avec le Defensor SC, vice-champion du championnat d'Uruguay Apertura en 2012.
Sous les couleurs des Girondins de Bordeaux, il remporte la Coupe de France en 2013.

## Distinctions individuelles
Il est élu meilleur joueur des Girondins de Bordeaux pour la saison 2014-2015 par les supporters du club.